# 三重県道650号三宅一身田停車場線
三重県道650号三宅一身田停車場線（みえけんどう650ごう みやけいしんでんていしゃじょうせん）は、三重県鈴鹿市から津市に至る一般県道である。

## 概要
鈴鹿市三宅町から津市大里窪田町に至る。

### 路線データ
- 起点：鈴鹿市三宅町（三重県道648号鈴鹿芸濃線交点）
- 終点：津市大里窪田町（JR東海紀勢本線 一身田駅前）
- 総延長：8,817 m

- 1959年（昭和34年）1月25日 - 路線認定[1]。
- 1963年（昭和38年）2月1日 - 車両制限令[2]第5条第1項に基づき、「自動車の交通量がきわめて少ないと認める道路」に三重県道650号の大半である以下の区間が指定された[3]。

鈴鹿市三宅町（県道津彦根線交点）から安芸郡豊里村窪田（国鉄一身田駅前）まで

## 路線状況
生活道路として利用される。

### バイパス
三重県道650号は重複区間を除き、大半が1車線の狭隘道路である。
そこで、沿線で開発が進む「中勢北部サイエンスシティ」内の一部の2車線道路をバイパスとして供用している。

### 重複区間
- 三重県道410号草生窪田津線（津市大里窪田町・大里小学校入口交差点 - 津市大里窪田町・大里窪田町交差点）
- 三重県道55号久居河芸線（津市大里窪田町・大里窪田町交差点 - 津市大里窪田町）

### 道路施設

#### 橋梁
- 山室橋（前田川、津市）
- 古川橋（志登茂川、津市）

## 地理

### 通過する自治体
- 三重県
  - 鈴鹿市 - 津市

### 交差する道路
| 交差する道路                                                               | 市町村名 | 交差する場所 | 交差する場所         |
| -------------------------------------------------------------------------- | -------- | ------------ | -------------------- |
| 三重県道648号鈴鹿芸濃線                                                    | 鈴鹿市   | 三宅町       | 起点                 |
| 国道306号                                                                  | 鈴鹿市   | 三宅町       |                      |
| 三重県道650号三宅一身田停車場線 / バイパス                                 | 津市     | 大里窪田町   |                      |
| 三重県道410号草生窪田津線 重複区間起点                                     | 津市     | 大里窪田町   | 大里小学校入口交差点 |
| 国道23号 / 中勢バイパス                                                    | 津市     | 大里窪田町   | 大里窪田町出口交差点 |
| 三重県道55号久居河芸線 重複区間起点 三重県道410号草生窪田津線 重複区間終点 | 津市     | 大里窪田町   | 大里窪田町交差点     |
| 三重県道55号久居河芸線 重複区間終点                                        | 津市     | 大里窪田町   |                      |

### 交差する鉄道
- 紀勢本線

### 沿線
- 鈴鹿ツインサーキット
- 井田川団地
- JA津安芸津北支店山室店
- 津市役所大里出張所
- JR東海紀勢本線 一身田駅

バイパス沿線
- 中勢北部サイエンスシティ（あのつ台）
  - 中勢グリーンパーク
  - 三重交通中勢営業所
  - ユタカ技研三重製作所